# Neal Jones (Schauspieler)
Marvin Neal Jones Jr. (* 2. Januar 1960 in Wichita, Kansas) ist ein US-amerikanischer Schauspieler.

## Leben und Karriere
Neal Jones wurde in der Stadt Wichita im US-Bundesstaat Kansas geboren. Er hat einen Bruder. Nach der Schulzeit besuchte er die Webster University Conservatory of Theatre Arts in St. Louis, Missouri.
Nach der Studienzeit ging Jones nach New York und trat zunächst im Stück Macbeth im Circle at the Square auf. Es folgten Inszenierungen von The Corn is Green und Big River.
Jones selbst inszenierte die Premiere des Stücks Celtic Tiger von Don Creedon. Er ist Mitglied des Actors Studios. Seinen ersten Filmauftritt hatte Jones im erfolgreichen Tanzfilm Dirty Dancing als Cousin von Patrick Swayzes Figur. Anschließend spielte er in über 25 weiteren Filmen mit, darunter Im Auftrag des Teufels, In America und Die Akte Jane. Für seine darstellerische Leistung in dem Independent-Film Mona wurde er 2008 auf dem Malibu International Film Festival als Bester Nebendarsteller nominiert.
Neben seinen Filmauftritten war Jones in den 1990er- und 2000er-Jahren regelmäßig im Fernsehen zu sehen. Es erfolgten Auftritte in Die Sopranos, Sex and the City und in Criminal Minds, wo er den Massenmörder Karl Arnold alias „Der Fuchs“ darstellte. In Rescue Me und in Generation Kill spielte er jeweils wiederkehrende Rollen. Sein bisher letztes Filmprojekt (Stand April 2020) war der Kurzfilm Carbone: Breaking Point im Jahr 2011, sodass er inzwischen offenbar nicht mehr als Filmschauspieler aktiv ist.
Jones ist verheiratet und hat mehrere Kinder.

## Filmografie (Auswahl)
- 1987: Dirty Dancing
- 1989: Monsters (Fernsehserie, Episode 1x17)
- 1992: Glengarry Glen Ross
- 1993: Romeo Is Bleeding
- 1996: Death Script
- 1997: Die Akte Jane (G.I. Jane)
- 1997: Im Auftrag des Teufels (The Devil's Advocate)
- 1997: Silent Prey
- 1998: Day at the Beach
- 1998: Ausnahmezustand (The Siege)
- 1999: Sex and the City (Fernsehserie, Episode 2x02)
- 2000: Third Watch – Einsatz am Limit (Third Watch, Fernsehserie, Episode 1x10)
- 2001: Die Sopranos (The Sopranos, Fernsehserie, Episode 3x01)
- 2001: Way Off Broadway
- 2002: Bridget
- 2002: In America
- 2002: Spurwechsel (Changing Lanes)
- 2004: The Jury (Fernsehserie, Episode 1x02)
- 2004–2005: Rescue Me (Fernsehserie, 7 Episoden)
- 2005: Game 6
- 2005/2009: Criminal Minds (Fernsehserie, 2 Episoden)
- 2006–2007: Criminal Intent – Verbrechen im Visier (Criminal Intent, Fernsehserie, 3 Episoden)
- 2007: Crossing Jordan – Pathologin mit Profil (Crossing Jordan, Fernsehserie, Episode 6x09)
- 2008: Mona
- 2008: Generation Kill (Fernsehserie, 7 Episoden)
- 2010: Heterosexuals
- 2011: Carbone: Breaking Point (Kurzfilm)